# Nico Yennaris
Nicholas Harry Yennaris, znany też jako Li Ke (ur. 24 maja 1993 w Londynie) – chiński piłkarz angielskiego pochodzenia występujący na pozycji pomocnika w chińskim klubie Beijing Guo’an oraz w reprezentacji Chin. Wychowanek Arsenalu, w trakcie swojej kariery grał także w takich zespołach jak Notts County, Bournemouth, Brentford oraz Wycombe Wanderers.